# پوند-نیرو
پوند–نیرو یکایی آنگلو–ساکسونی از نیرو است. یک پوند–نیرو (که توسط نماد lbf نشان داده می‌شود) برابر است با وزن یا نیروی گرانشی وارد شده بر روی جرمی به اندازهٔ یک پوند بر روی سطح زمین.
با این تعریف، اندازهٔ یک پوند–نیرو یا lbf که در سامانهٔ متریک بیان شده باشد برابر خواهد بود با
{\displaystyle {\begin{aligned}1\,\mathrm {lbf} &=0.45359237\,\mathrm {kg} \times 9.80665\,\mathrm {\tfrac {m}{s^{2}}} \\&=4.4482216152605\,\mathrm {N} \end{aligned}}}
نیرو در دستگاه بین‌المللی یکاها (متریک) توسط یکای نیوتون اندازه‌گیری می‌شود.